# Zachariasz (Łobow)
Zachariasz, imię świeckie: Zachar Pietrowicz Łobow (ur. 11 marca?/23 marca 1865 w Pietrowce, zm. 22 września 1937) – rosyjski biskup prawosławny, święty nowomęczennik.

## Życiorys
Był synem drobnego urzędnika. W 1888 ukończył seminarium duchowne w Nowoczerkasku i jako żonaty mężczyzna został wyświęcony na kapłana. Miał czworo dzieci: córki Olgę i Wierę oraz synów Gawriiła i Aleksieja. Służył w soborze katedralnym w Nowoczerkasku; za osiągnięcia w pracy duszpasterskiej uzyskał godność protoprezbitera. W 1923, po śmierci małżonki, złożył wieczyste śluby mnisze, zachowując imię otrzymane na chrzcie. 5 października 1923 został wyświęcony na biskupa niżnoczyrskiego, wikariusza eparchii dońskiej. Już w roku następnym został aresztowany i zesłany do łagru urządzonego w dawnym Monasterze Sołowieckim.
W latach 1926–1929, po powrocie z zesłania, służył jako biskup pomocniczy w eparchii twerskiej, zamieszkując kolejno w Torżoku i Bieżecku. W 1929 otrzymał godność ordynariusza eparchii woroneskiej i zadońskiej. W roku następnym w kierowanej przez niego eparchii rozpoczęła się akcja masowej likwidacji prawosławnych cerkwi i monasterów połączona z aresztowaniami duchowieństwa. Arcybiskup Zachariasz cieszył się znacznym autorytetem wśród wiernych z powodu prowadzonego ascetycznego trybu życia. W pełni popierał przy tym politykę locum tenens Patriarchatu Moskiewskiego metropolity Sergiusza (Stragorodskiego), opierającą się na lojalności Cerkwi wobec władz radzieckich.
23 maja 1935 został aresztowany po raz drugi, w czasie rewizji w jego mieszkaniu odebrano mu szaty biskupie oraz 22 tys. rubli stanowiące majątek eparchii. 19 czerwca tego samego roku duchowny został oskarżony o agitację kontrrewolucyjną. Za przejawy agitacji uznano jego wypowiedzi nt. represji antyreligijnych w państwie, niskich zarobków robotników i złej sytuacji chłopów po powstaniu kołchozów. W sierpniu 1935 arcybiskupa skazano na pięć lat łagrów. W obozie hierarcha wskutek choroby stracił wzrok, zaś w 1937 zmarł.
W sierpniu 2000 został kanonizowany jako jeden z Soboru Świętych Nowomęczenników i Wyznawców Rosyjskich.